# Regimentul 7 Vânători (1916-1918)
Regimentul 7 Vânători a fost o unitate de nivel tactic, care s-a constituit la 14/27 august 1916, prin mobilizarea unităților și subunităților existente la pace aparținând de Batalionul 7 Vânători din armata permanentă, dislocat la pace în garnizoana Galați. :p. 129 
Regimentul a făcut parte din organica Diviziei 6 Infanterie. La intrarea în război, regimentul a fost comandat de colonelul Dumitru Gherculescu. Regimentul 7 Vânători a participat la acțiunile militare pe frontul românesc, pe toată perioada războiului, între 14/27 august 1916 - 28 ocotmbrie/11 noiembrie 1918.

## Participarea la operații

### Campania anului 1916
În campania anului 1916 Regimentul 7 Vânători a participat la acțiunile militare în dispozitivul de luptă al Diviziei 6 Infanterie, participând la Operația ofensivă în Transilvania , Operația de apărare a trecătorilor, Luptele de pe aliniamentul Cricov-Ialomița, Luptele de pe aliniamentul Râmnicu Sărat-Viziru, precum și al acțiunile militare care au condus la stabilizarea frontului pe Siret. 

### Campania anului 1917
În campania anului 1917 Regimentul 7 Vânători a participat la acțiunile militare în dispozitivul de luptă al Diviziei 6 Infanterie, participând la Bătălia de la Mărăști și A treia bătălie de la Oituz. În această campanie, regimentul a fost comandat de colonelul Constantin Paulian.

### Campania anului 1918
În anul 1918 Regimentul 7 Vânători a făcut parte din Brigada 3 Vânători, din organica Diviziei 2 Vânători. :pp. 197-198

## Comandanți
- Colonel Dumitru Gherculescu
- Locotenent-colonel Constantin Paulian